# Severië

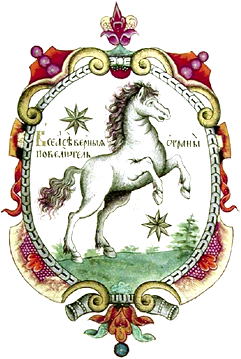

Severië of Siverië (Oudrussisch: Сѣверія, Oekraïens: Сіверія of Сіверщина, Siveria of Siversjtsjyna, Russisch: Северщина, Seversjtsjina) is een historische regio in het huidige noordoosten van Oekraïne, oostelijk Wit-Rusland en zuidwestelijk Rusland, met als centrum de huidige stad Novhorod-Siversky in Oekraïne.

## Severjanen
De regio kreeg zijn naam van de stam der Severjanen, die in de 8e tot 11e eeuw in het gebied woonden. Hun voornaamste nederzettingen waren de huidige steden Novgorod-Severski, Tsjernigov, Poetivl, Gloechov, Ljoebetsj, Koersk, Rylsk, Starodoeb, Troebtsjevsk, Sevsk, Brjansk, en Belgorod.
Volgens de Nestorkroniek betaalden de Severjanen tribuut aan de Chazaren, evenals de naburige Poljanen. Oleg van Novgorod (regeerde 879-912) veroverde het land en nam het op in het door hem gestichte Kievse Rijk. Tegen de tijd van Jaroslav de Wijze (1019-1054) hadden de Severjanen het grootste deel van hun eigenheid verloren, en de gebieden van Severië langs de bovenloop van de Desna kwamen onder de controle van het Vorstendom Tsjernigov.

## Vorstendom
In 1096 stichtte Oleg I van Tsjernigov een groot Vorstendom Severië, dat tot aan de bovenloop van de Oka reikte. Tot het einde van de eeuw diende het vorstendom als een bufferstaat tegen de Koemanen. De meest gevierde heerser was Igor Svjatoslavitsj (1150-1202), wiens heldendaden worden verteld in het 12e-eeuwse Igorlied.
Na de Mongoolse invasie van het Kievse Rijk raakte het vorstendom in verval, al kon het zich gedurende herhaalde Mongoolse invasies in stand houden. Over deze periode is weinig bekend, doordat Severië in de kronieken van de 13e en 14e eeuw zelden wordt genoemd. In de 15e eeuw werd het opgenomen in het Grootvorstendom Litouwen, en leden van de dynastie der Gediminiden vestigden zich in Novgorod-Severski, Starodoeb en Troebtsjevsk.
Na de Litouwse nederlaag bij de Slag van Vedrosja ging het Vorstendom Severië naar Moskou. Het bleef een onderdeel van het Keizerrijk Rusland, met uitzondering van een korte periode tussen 1618 en 1648, toen het na de Wapenstilstand van Deulino werd opgenomen in het Pools-Litouwse Gemenebest.